# Marco Kurz
Marco Kurz (ur. 16 maja 1969 w Stuttgarcie) – niemiecki trener i piłkarz, który występował na pozycji obrońcy.

## Kariera piłkarska
Kurz jest wychowankiem VfB Stuttgart. W barwach tego klubu zadebiutował 24 marca 1990 w przegranym przez jego zespół 0-1 pojedynku z 1. FC Kaiserslautern, rozegranym w ramach rozgrywek Bundesligi. Było to jednak jedyne spotkanie rozegrane przez niego w sezonie 1989/90. Po jego zakończeniu przeszedł do innego pierwszoligowca – 1. FC Nürnberg. Pierwszy występ zanotował tam 10 sierpnia 1990 w zremisowanym 1-1 ligowym meczu z Bayerem Uerdingen. Regularnie występował tam w pierwszym zespole. W ciągu czterech sezonów pobytu na Frankenstadion, wystąpił tam w 108 spotkaniach. W 1994 roku, po spadku jego drużyny do drugiej ligi, postanowił odejść z klubu.
Został zawodnikiem Borussii Dortmund. Nie wywalczył tam sobie jednak miejsce w wyjściowej jedenastce i przez cały sezon zaliczył tam cztery spotkania. Został także mistrzem Niemiec. Licząc na częstszą grę w pierwszym zespole, został sprzedany do FC Schalke 04. Zadebiutował tam 30 sierpnia 1995 w ligowym meczu z Fortuną Düsseldorf, zremisowanym 1-1. W 1997 roku, po pokonaniu w finałowym dwumeczu Interu Mediolan, sięgnął z Schalke po Puchar UEFA. Łącznie w barwach ekipy z Gelsenkirchen zaliczył 58 spotkań.
W 1998 roku przeszedł do TSV 1860 Monachium, podobnie jak Schalke grającego w ekstraklasie. W barwach tego zespołu strzelił pierwszego gola w zawodowej karierze. Było to w ligowym spotkaniu z Borussią Mönchengladbach, rozegranym 11 września 1998 i zakończonym wynikiem 3-1 na korzyść jego drużyny. Łącznie grał tam przez sześć sezonów i w tym czasie zagrał tam 129 razy i zdobył pięć bramek. W 2004 roku TSV spadło do drugiej ligi, a Kurz przeniósł się do trzecioligowego SC Pfullendorf, gdzie pełnił funkcję grającego trenera, a w 2005 zakończył karierę piłkarską.

## Kariera trenerska
Po zakończeniu kariery piłkarskiej Kurz pozostał w Pfuellendorfie, ale już tylko jako trener. W sezonie 2006/07 był szkoleniowcem rezerw TSV 1860 Monachium, a 19 marca 2007 objął funkcję trenera pierwszej drużyny TSV. Na koniec sezonu uplasował się z klubem na ósmej pozycji w drugoligowej tabeli. W 2009 roku stracił posadę trenera TSV. Następnie został trenerem 1. FC Kaiserslautern, który w 2010 roku wprowadził do pierwszej ligi.